# A’nyê Maqên
| Tibetische Bezeichnung                          |
| ----------------------------------------------- |
| Tibetische Schrift: ཨ་མྱེས་རྨ་ཆེན།                  |
| Wylie-Transliteration: a myes rma chen          |
| Offizielle Transkription der VRCh: A’nyê Maqên  |
| THDL-Transkription: Amyé Machen                 |
| Andere Schreibweisen: Amnye Machen, Amne Machin |
| Chinesische Bezeichnung                         |
| Traditionell: 阿尼瑪卿山、大積石山              |
| Vereinfacht: 阿尼玛卿山、大积石山               |
| Pinyin:Āní Mǎqīng Shān, Dà Jīshí Shān           |

A’nyê Maqên (tibetisch ཨ་མྱེས་རྨ་ཆེན Wylie a myes rma chen, Amnye Machen) ist ein Berg im Kreis Maqên des Autonomen Bezirks Golog der Tibeter in der Provinz Qinghai der Volksrepublik China.

## Lage und Beschreibung
Der Amnye Machen („Schneebedeckter Berg“) liegt in den Bergen der Nordostabdachung des Tibetischen Hochlands, im Quellgebiet des Huang He, südlich des Qinghai-Sees.
Der Bergstock besteht aus drei Gipfeln. Der Hauptgipfel Machen Kangri (tibetisch རྨ་ཆེན་གངས་རི། Wylie rma chen gangs ri, chinesisch 玛卿岗日, Pinyin Maqing Gangri) ist 6282 m hoch. In der ersten Hälfte des 20. Jahrhunderts hielt man ihn eine Zeit lang für den höchsten Berg der Welt. Das Tibetische Hochland erreicht dort Höhen um die 4000 Meter, sodass sich das Massiv nur etwa knapp 2000 m über die weitere Umgebung erhebt.

## Mythologie
Der Berg ist der bedeutendste heilige Berg Osttibets.
Auf dem Hauptgipfel des Machen Kangri hat der Überlieferung nach der Berggott Machen Pomra seine Residenz. Er gilt als einer der bedeutendsten Berggottheiten Tibets und wurde in das tibetisch-buddhistische Pantheon integriert. Sein vollständiger Name lautet Amnye Magyal Chenpo Pomra („der große Urahn Ma-König Pomra“), er ist eine der wichtigsten tibetischen Berggottheiten. Aufgrund der besonderen Heiligkeit wird der Berg respektvoll als Amnye Machen angesprochen.
In der Glaubensvorstellung des tibetischen Buddhismus bewohnt die Gottheit einen mächtigen Kristallpalast, dessen Grundmauern bis weit in die Erde hinabreichen und dessen Türme zu Sonne und Mond hinaufgehen. Das Pferd Droshur trägt den Gott mit Windgeschwindigkeit in alle Weltgegenden. Die Söhne und Töchter des Amnye Machen leben auf weiteren 18 vergletscherten Gipfeln über 5000 bzw. 6000 Meter Höhe. Gegenspieler des segensreichen Amnye Machen ist der dämonische Amnye Nyenchen.
Die Gläubigen der Bön-Religion bezeichnen den Schutzgott als Magyal Pomra; für sie gehört er zu den vier großen Nyen, ihren Berggottheiten. Er reitet auf einem Löwen oder Pferd.
Der Legende nach liegt im Berg das Wunderschwert des Königs Gesar, das erst dann wieder zum Vorschein kommt, wenn König Gesar als König von Shambhala wiedergeboren ist und das Böse auf der Erde besiegt. Das verlieh ihm auch bei den einstigen kriegerischen Reiternomaden Gologs eine besondere Bedeutung.